# 博雷利二世
博雷利二世（927年—993年），巴塞隆納伯爵、奧索納伯爵及赫羅納伯爵（947年—993年），亦是烏赫爾伯爵（948年—993年）。
博雷利二世是巴塞隆納、奧索納、赫羅納伯爵苏涅尔與其妻子圖盧茲的里希爾達的第三子。945年，在他父親桑耶爾統治期間，博雷利二世在巴塞隆納聖伯多祿修道院教堂內的奉獻儀式上首次被視為伯爵。947 年，桑耶爾隱退到修道院生活，並將他的領地共同割讓給他的次子米羅及第三子博雷利二世。948年，博雷利從他的叔叔烏赫爾伯爵埃爾蘇尼弗雷多二世那裡繼承烏赫爾伯國。桑耶爾於950年去世，兄長米羅亦於966年去世，博雷利成為舊加泰羅尼亞一半以上領地的唯一統治者，這種地位導致局外人和奉承者稱他為“dux Gothia”（哥德公爵）。 他自己的文件幾乎都只將他稱為“comes et marchio”（伯爵和侯爵）。 

## 生平
博雷利二世是巴塞隆納、奧索納、赫羅納伯爵桑耶爾的兒子。967年，他與圖盧茲的萊加達結婚，根據她孩子的名字推測她是圖盧茲或魯埃格伯爵的女兒。博雷利二世有兩個兒子和兩個女兒拉蒙·博雷利 (972年–1017年)、埃爾蒙戈爾 (974年–1010年)、埃爾門加爾達和里希爾達。約986年萊加達去世後，博雷利二世於987年與艾美魯達結婚，也許她是來自奧弗涅的。
博雷利的軍事生涯似乎並不出眾——他被記載只打了兩場戰爭，似乎兩場都輸了——在他的統治下，巴塞隆納於985年被穆斯林領袖阿爾曼索爾攻陷。另一方面，他作為外交官取得更大的成功。在980年代的襲擊之前，以及在961年繼任後不久哈里發哈卡姆二世的一次突襲之前，他與科爾多瓦的後倭馬亞王朝統治者保持著親切的關係，並且還向法蘭克國王派遣了使者。此外，在970年，博雷利前往羅馬參見教皇約翰十三世和神聖羅馬皇帝奧托一世。
博雷利也是學習和文化的讚助人。967年，博雷利二世訪問歐里亞克修道院，院長要求伯爵帶著歐里亞克的葛培特（未來的教皇西爾維斯特二世）一起去西班牙學習數學。在接下來的幾年裡，葛培特在住於巴塞羅那以北約60公里的維克主教阿託指導下學習，可能也在附近的聖瑪麗亞德里波爾修道院學習。他還於970年出使羅馬，在此期間，教皇說服奧托一世聘請葛培特擔任他年幼的兒子，即未來的皇帝奧托二世的家庭教師。
985年，西班牙邊區遭到穆斯林領袖阿爾曼索爾的襲擊，他設法奪取巴塞羅那，巴塞羅那被掠奪和攻陷。許多市民被穆斯林軍隊俘虜。博雷利二世向當時的西法蘭克國王洛泰爾請求幫助，但儘管博雷利二世的文件提到的皇家命令肯定來自此次的出使，但是洛泰爾的權力範圍提供不了實際的軍事援助。似乎博雷利二世亦對當時西法蘭克王國的手握實權的法蘭克公爵于格·卡佩作出類似的請求，于格亦給博雷利寫了一封回信，承諾如果他的伯爵更願意“服從我們而不是以實瑪利人”，但無論如何于格無法說服他的貴族支持一次南方的遠征。博雷利二世不知道于格的回覆，邊區和法蘭西王國之間的聯繫實際上被打破。加泰羅尼亞歷史學家現在認為這是加泰羅尼亞成為主權國家的時刻，1987年通過會議和大量出版物慶祝其獨立的千禧年；然而，似乎除了博雷利二世之外的加泰羅尼亞諸侯與法蘭克王室仍然保持聯繫一後時間。
從988年起，博雷利的兒子拉蒙·博雷利和埃爾蒙戈爾作為統治者分治領地，拉蒙·博雷利成為巴塞羅納、赫羅納和奧索納伯爵，而埃爾蒙戈爾是是烏赫爾伯爵。然而，博雷利二世繼續發布命令並統治他的領地，當他於993年在塞奧德烏赫爾附近的卡斯特爾丘塔抱恙時，他所立的遺囑顯示他可能會比其遺囑執行人更長的壽命。然而，事實並非如此，不久之後他就去世。